# Distância de Jaro-Winkler
A métrica de distância Jaro-Winkler  é a medida da similaridade entre duas strings.  É uma variação da métrica Jaro distance .
A métrica Jaro distance  estabelece que dadas duas strings {\displaystyle s_{1}} and {\displaystyle s_{2}}, sua distância {\displaystyle d_{j}} é:
{\displaystyle d_{j}={\frac {m}{3a}}+{\frac {m}{3b}}+{\frac {m-t}{3m}}}
onde:
- {\displaystyle m} é o número de correlações entre caracteres;
- {\displaystyle a} e {\displaystyle b} são os tamanhos de {\displaystyle s_{1}} e {\displaystyle s_{2}}, respectivamente;
- {\displaystyle t} é o número de transposições.